# Pyrausta tenuialis
Pyrausta tenuialis is een vlinder van de familie van de grasmotten (Crambidae). De wetenschappelijke naam van deze soort is voor het eerst voorgesteld als Botys tenuialis door Heinrich Benno Möschler in een publicatie uit 1882.
De soort komt voor in Suriname.